# 乾草沼
乾草沼（ひぐさぬま）は、千葉県山武郡横芝光町宮川にある沼である。

## 概要
現在の九十九里平野は玉の浦と呼ばれた海の入り江が海岸線の後退により平野となったものであり、多くの海跡湖が残されていた。これらの海跡湖は昔から新田開発の対象であり、椿海の干拓に代表されるような開発が行われた。そして、明治以降ますますさかんになった開発により、九十九里平野にあった多くの海跡湖は姿を消し、乾草沼は残された数少ない海跡湖のひとつである。

## 生態系
湿地は人間にとっては生産性が低い土地であるが、植物や昆虫などの小動物にとっては生命の宝庫である。人間が生産性を求め、開発によって多くの湿地が姿を消し、そのようななかで絶滅が危惧される湿地植物や昆虫などの生育地域として乾草沼は貴重な存在となった。
植物
かつては豊かな水辺と湿地が広がっていた乾草沼周辺であるが、新田開発が行われ、それとともに農業用水としての整備が進められ、さらに住宅地としての開発もあって、沼の水面は狭まりモウセンゴケなどの食虫植物群は消滅した。しかし、現在も全国的に絶滅が危惧される植物も生息している。 
昆虫
乾草沼には昆虫類、特にトンボ類が多く関東周辺では珍しくなった8科31種が生息している。環境省レッドリストに掲載されているオオモノサシトンボ、ベニイトトンボ、ネアカヨシヤンマ、アオヤンマの4種、その他、千葉県レッドリストに掲載されているトラフトンボ、アオヤンマ、カトリヤンマ、ハラビロトンボ、リスアカネ、アオイトトンボ、ウチワヤンマ、サラサヤンマ、クロスジギンヤンマ、コノシメトンボ、チョウトンボ、マイコアカネ、クロイトトンボが確認された。このような多種類のトンボの生息は全国的にも珍しい。特にオオセスジイトトンボは、乾草沼では近年確認されておらず、絶滅した恐れがある。また東日本では絶滅したとみられていたミサキツノトビケラがみつかるという発見もあった。

## 現在
現在の乾草沼は、沼自体は横芝光町の公有地だが、沼の周囲の地権者によって、木が切り倒され、太陽光パネルが敷き詰められ、壊れたパネルはそのまま捨てられたり、周囲の土地が、かつては詐欺的、あるいは原野商法的なニュータウン誘致が行われた名残で、廃屋や不法投棄物が点在しており、外来種の移入や、釣り人が釣具などをゴミとして捨てていくなど、自然環境は危機的な状態にある。2018年頃は一時、自然環境を保全するための活動も行われたが、現在はそれも行われなくなり、荒れるままとなっている。